# Elephantomyia (Elephantomyodes) fumicosta
Elephantomyia (Elephantomyodes) fumicosta is een tweevleugelige uit de familie steltmuggen (Limoniidae). De soort komt voor in het Australaziatisch gebied.